# ア・フォンサグラーダ

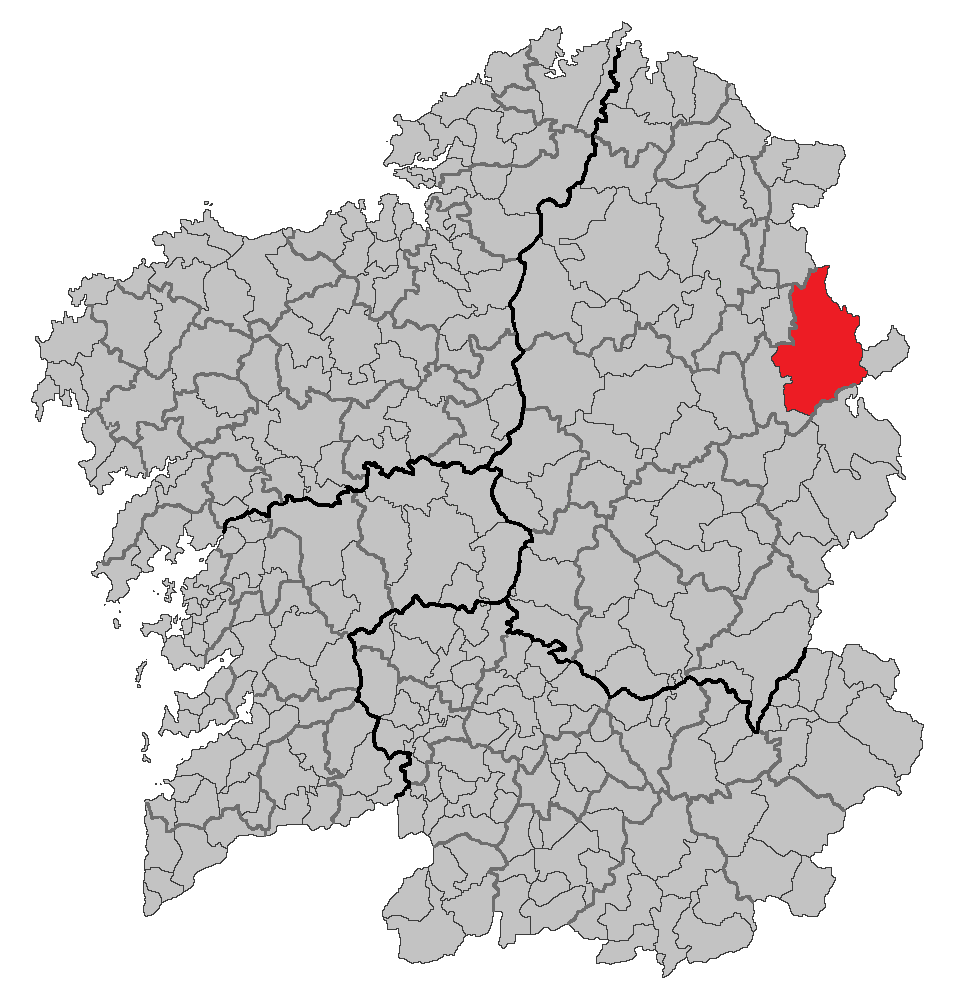

ア・フォンサグラーダ（A Fonsagrada）は、スペイン、ガリシア州、ルーゴ県の自治体、コマルカ・ダ・フォンサグラーダに属し、同コマルカの中心自治体である。ガリシア統計局によれば2012年の人口は4,198人（2009年：4,520人、2006年:4,856人、2005年:4,949人、2004年:5,007人、2003年:4,993人）。住民呼称は、fonsagradino/-aもしくはbrañego/-a。カスティーリャ語表記は定冠詞のないFonsagrada。
ガリシア語話者の自治体住民に占める割合は99.22％（2001年）。

## 地理
ア・フォンサグラーダはルーゴ県の東部に位置し、コマルカ・ダ・フォンサグラーダに属する。北東と東はアストゥリアス州と接し、北はア・ポンテノーバと、南はバレイラとナビア・デ・スアルナと、東はネゲイラ・デ・ムニスと、西はリベイラ・デ・ピキンと接している。
ア・フォンサグラーダはア・フォンサグラーダ司法管轄区に属し、同管轄区の中心自治体である。

### 人口
住民は29の教区の278の地区（集落）に居住する。
| ア・フォンサグラーダの人口推移 1900－2010               |
|                                                         |
| 出典:INE（スペイン国立統計局）1900年 - 1991年、1996年 - |

## 歴史
ア・フォンサグラーダは1835年まではネゲイラ・デ・ムニスとともに、自治体ブロンを構成していた。その中心地区はア・プロバ・デ・ブロン教区にあり、1200年前後に創設された。
19世紀にはア・フォンサグラーダはスペイン独立戦争と、1833年の第一次カルリスタ戦争と1847年の第二次カルリスタ戦争に巻き込まれた。

## 政治
2007年の自治体選挙の結果、自治体首長はガリシア社会党（PSdeG-PSOE）のアルヘリオ・フェルナンデス・ケイポ（Argelio Fernández Queipo）、自治体評議員は、ガリシア社会党：6、ガリシア国民党（PPdeG）:4、ガリシア民族主義ブロック（BNG）：1となっている（2011年5月22日の自治体選挙結果、得票順）。
| 1999年6月13日自治体選挙 |        |        |          |
| 政党                    | 得票数 | 得票率 | 獲得議席 |
| PPdeG                   | 1,432  | 38.50% | 5        |
| UM                      | 1,321  | 35.52% | 5        |
| BNG                     | 543    | 14.60% | 2        |
| PSdeG-PSOE              | 403    | 10.84% | 1        |

| 2003年5月25日自治体選挙 |        |        |          |
| 政党                    | 得票数 | 得票率 | 獲得議席 |
| PSdeG-PSOE              | 1,735  | 47.94% | 6        |
| PPdeG                   | 1,345  | 37.16% | 5        |
| BNG                     | 519    | 14.34% | 2        |

| 2007年5月27日自治体選挙 |        |        |          |
| 政党                    | 得票数 | 得票率 | 獲得議席 |
| PSdeG-PSOE              | 1,438  | 40.88% | 5        |
| PPdeG                   | 987    | 28.06% | 3        |
| BNG                     | 693    | 19.70% | 2        |
| TEGA                    | 369    | 10.49% | 1        |

| 2011年5月22日自治体選挙 |        |        |          |
| 政党                    | 得票数 | 得票率 | 獲得議席 |
| PSdeG-PSOE              | 1,550  | 51.24% | 6        |
| PPdeG                   | 1,156  | 38.21% | 4        |
| BNG                     | 290    | 9.59%  | 1        |

## 教区
ア・フォンサグラーダは29の教区に分けられる。
- ア・アジョンカ （サンタ・マリーア）
- ア・バスティーダ（サン・ミゲル）
- ブルイセード（サンティアーゴ）
- カルバジード（サンタ・マリーア）
- セレイシード（サンティアーゴ）
- クイーニャス（サン・クリストーボ）
- フォンフリーア（サンタ・マリーア・マダレーナ）
- ア・フォンサグラーダ（サンタ・マリーア）
- フレイショ（サン・シュリアン）
- ラマス・デ・カンポス（サン・ローケ）
- ラマス・デ・モレイラ（サンタ・マリーア）
- マデルネ（サン・ペドロ）
- モンテセイロ（サン・バルトーロ）
- パシオス（サンタ・マリーア）
- オ・パドロン（サン・ショアン）
- パラダベージャ（サン・ショアン）
- ピニェイラ（サンタ・マリーア）
- ア・プロバ・デ・ブロン（サンタ・マリーア・マダレーナ）
- サン・マルティン・デ・アローショ（サン・マルティン）
- サン・マルティン・デ・スアルナ（サン・マルティン）
- サン・ペドロ・デ・ネイロ（サン・ペドロ）
- サン・ペドロ・デ・リオ（サン・ペドロ）
- サント・アンドレ・デ・ロガーレス（サント・アンドレ）
- ア・トラーパ（サン・シブラン）
- オ・トローボ（サンタ・マリーア）
- ア・ベイガ・デ・ロガーレス（サンタ・マリーア）
- ビエイロ（サント・アントーニオ）
- ビラボル・デ・スアルナ（サンタ・マリーア）
- オ・ビラール・ダ・クイーニャ（サンタ・バルバラ）